# Fuwari
FUWARI (ふわり?) è i nono album della cantante giapponese Megumi Hayashibara uscito il 27 ottobre 1999 per la King Records. L'album ha raggiunto la quinta posizione della classifica degli album più venduti in Giappone.

## Tracce
1. Kimi ni Aeta Yokatta
2. Nana Senchi no Kyori
3. Question at me (Album Version)
4. Ano Goro
5. Ame nochi Kumori nochi Hare
6. Melody
7. Sore Kara
8. Hikkoshi
9. Futari Gurashi
10. Daybreak Impression
11. Asai wa Hi
12. Fuwari
13. Inner Heart